# Bhivashi, Chikodi
Bhivashi là một làng thuộc tehsil Chikodi, huyện Belgaum, bang Karnataka, Ấn Độ.